# Ovidius
Publius Ovidius Naso (20 tháng 3, 43 trước Công nguyên – 17 hoặc 18 sau Công nguyên), hay Ovid ở các nước nói tiếng Anh, là một nhà thơ La Mã nổi tiếng với các tác phẩm Heroides, Amores, và Ars Amatoria.

## Tổng quan
Ông là nhà thơ La Mã lớn đầu tiên bắt đầu sự nghiệp của mình dưới triều đại của Augustus,. Ovid là người cùng thời với các nhà thơ lớn tuổi hơn Virgil và Horace. Nói chung, bộ ba này được coi là một trong ba nhà thơ kinh điển của văn học Latinh. Các Imperial học giả Quintilian mô tả Ovid là cuối cùng của tình yêu Latin elegists. Ông đã rất nổi tiếng trong suốt cuộc đời của mình. Bất chấp điều đó, hoàng đế Augustus đã đày Ovidius đến một tỉnh xa xôi trên Biển Đen, nơi anh ta ở lại cho đến khi chết. Bản thân Ovidius cho rằng cuộc lưu đày của mình là carmen et error ("một bài thơ và một sai lầm"). Sự miễn cưỡng của ông trong việc tiết lộ chi tiết cụ thể đã dẫn đến nhiều suy đoán trong giới học giả.
Ngày nay, Ovid nổi tiếng nhất với Metamorphoses, một câu chuyện thần thoại liên tục trong mười lăm cuốn sách viết bằng mét sử thi. Ông cũng được biết đến với các tác phẩm về câu đối Elegiac như Ars Amatoria ("Nghệ thuật của tình yêu") và Fasti. Thơ của ông đã được bắt chước nhiều trong thời kỳ Hậu Cổ và Trung Cổ, và có ảnh hưởng lớn đến nghệ thuật và văn học phương Tây. Metamorphoses vẫn là một trong những nguồn quan trọng nhất của thần thoại cổ điển.

## Tiểu sử
Ovid nói nhiều về cuộc đời của mình hơn hầu hết các nhà thơ La Mã khác. Thông tin về tiểu sử của ông chủ yếu được rút ra từ thơ của ông, đặc biệt là Tristia 4.10, kể lại một cuốn tự truyện dài về cuộc đời ông. Các nguồn khác bao gồm Seneca the Elder và Quintilian.

### Ra đời, tuổi thơ và hôn nhân

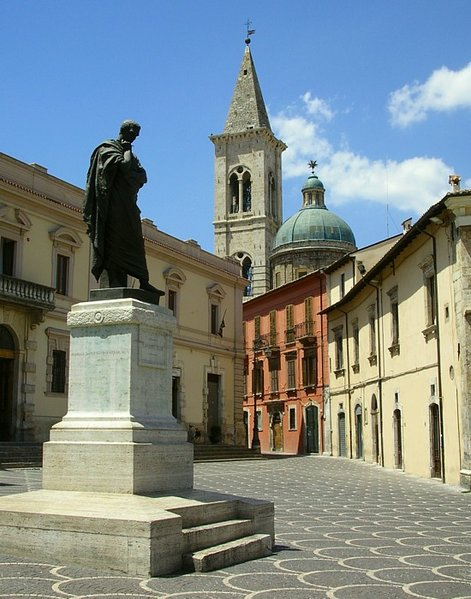
Tượng Ovid của Ettore Ferrari ở Piazza XX Settembre, Sulmona, Ý.

Ovidius sinh ra tại thị trấn Sulmo của Paelignian (ngày nay là Sulmona, thuộc tỉnh L'Aquila, Abruzzo), trong một thung lũng Apennine phía đông Rome, trong một gia đình cưỡi ngựa quan trọng, thị tộc Ovidia, vào ngày 20 tháng 3 năm 43 trước Công nguyên. Đó là một năm quan trọng trong chính trị La Mã. [b] Cùng với anh trai, người giỏi hùng biện, Ovidius được học về hùng biện ở Rome dưới sự chỉ dạy của các giáo viên Arellius Fuscus và Porcius Latro.
Cha Ovidius muốn anh học hùng biện để có thể hành nghề luật sư. Theo Seneca the Elder, Ovidius thiên về cảm xúc, không phải là cực điểm tranh luận của sự hùng biện. Sau cái chết của anh trai mình ở tuổi 20, Ovid từ bỏ luật pháp và đi đến Athens, Tiểu Á và Sicily. Ông giữ các chức vụ công cộng nhỏ, với tư cách là một trong những thủ phủ của tresviri, với tư cách là thành viên của tòa án Centumviral  và là một trong những người theo chủ nghĩa công cộng, nhưng từ chức để theo đuổi thơ ca có lẽ vào khoảng 29–25 trước Công nguyên, một quyết định mà cha Ovidius dường như không chấp thuận.
Bài ngâm thơ đầu tiên của Ovid được ghi vào khoảng năm 25 trước Công nguyên, khi ông mới mười tám tuổi. Ovid là một phần của nhóm tập trung xung quanh người bảo trợ đáng kính Marcus Valerius Messalla Corvinus, và tương tự như vậy dường như đã là bạn của các nhà thơ trong vòng tròn của Maecenas. Ở Trist. 4.10.41-54, Ovid đề cập đến tình bạn với Macer, Propertius, Horace, Ponticus và Bassus. (Ovid chỉ gặp Virgil và Tibullus, một thành viên trong nhóm của Messalla, những người mà ông vô cùng ngưỡng mộ).
Ovid kết hôn ba lần và đã ly hôn hai lần vào năm ông ba mươi tuổi. Ông có một cô con gái, người sẽ sinh cháu cho ông. Người vợ cuối cùng của ông được kết nối theo một cách nào đó với thị tộc có ảnh hưởng Fabia và sẽ giúp đỡ ông trong thời gian lưu đày ở Tomis (nay là Constanța ở Romania).

### Thành công trong văn chương
25 năm đầu tiên trong sự nghiệp văn học của Ovid chủ yếu dành để viết thơ với chủ đề gợi tình. Niên đại của những tác phẩm ban đầu này không được bảo mật; các ngày dự kiến, tuy nhiên, đã được các học giả xác định. Tác phẩm còn tồn tại sớm nhất của ông được cho là Nữ anh hùng, những bức thư của các nữ anh hùng trong thần thoại gửi cho người yêu vắng mặt của họ, có thể được xuất bản vào năm 19 trước Công nguyên, mặc dù ngày tháng không chắc chắn vì nó phụ thuộc vào một thông báo trên Am. 2.18.19–26 dường như mô tả bộ sưu tập như một tác phẩm được xuất bản khá sớm.
Tính xác thực của một số bài thơ này đã được thử thách, nhưng ấn bản đầu tiên này có lẽ chứa 14 bài thơ đầu tiên của tuyển tập. Bộ sưu tập năm cuốn sách đầu tiên của Amores, một loạt các bài thơ khiêu dâm gửi đến một người tình, Corinna, được cho là đã xuất bản vào năm 16–15 trước Công nguyên; phiên bản còn sót lại, được biên tập lại thành ba cuốn theo một ký tự đặt trước cuốn đầu tiên, được cho là đã được xuất bản c. 8–3 trước Công nguyên. Giữa các ấn bản của hai ấn bản của Amores có thể được ghi ngày ra mắt vở bi kịch Medea của ông, được ngưỡng mộ trong thời cổ đại nhưng không còn tồn tại đến nay.
Bài thơ tiếp theo của Ovid, Medicamina Faciei, một tác phẩm rời rạc về các phương pháp chăm sóc sắc đẹp cho phụ nữ, trước Ars Amatoria, Nghệ thuật của tình yêu, một tác phẩm nhại thơ giáo khoa và một cuốn sách hướng dẫn ba cuốn về sự quyến rũ và mưu mô, có từ năm 2 sau Công nguyên (Sách 1–2 có từ năm 1 trước Công nguyên ). Ovid có thể xác định tác phẩm này trong thơ lưu vong của mình là carmen, hoặc bài hát, là một trong những nguyên nhân khiến ông bị trục xuất. Ars Amatoria được tiếp nối bởi Remedia Amoris trong cùng năm. Tập thơ gợi tình, khêu gợi này đã giúp Ovid có một vị trí trong số các nhà thanh lịch La Mã chính là Gallus, Tibullus, và Righttius, nhóm mà ông coi mình là thành viên thứ tư.
Đến năm 8 SCN, Ovid đã hoàn thành Metamorphoses, tác phẩm tham vọng nhất của ông, một thiên sử thi lục bát trong 15 cuốn sách. Tại đây ông encyclopedically xếp vào mục lục biến đổi trong tiếng Hy Lạp và thần thoại La Mã, từ sự xuất hiện của vũ trụ với sự sùng bái của Julius Caesar. Các câu chuyện nối tiếp nhau kể về những con người được chuyển đổi sang cơ thể mới: cây cối, đá, động vật, hoa, chòm sao, v.v. Đồng thời, ông làm việc trên Fasti, một bài thơ sáu cuốn bằng câu đối elegiac về chủ đề lịch lễ hội La Mã và thiên văn học. Quá trình sáng tác của bài thơ này đã bị gián đoạn bởi sự lưu đày của Ovid, [c] và người ta cho rằng Ovid đã từ bỏ công việc của tác phẩm ở Tomis. Có lẽ vào thời kỳ này, nếu chúng thực sự là của Ovid, thì các tập có hai con số (16–21) trong các Heroides đã được tạo ra.

### Lưu đày đến Tomis
Vào năm 8 sau Công nguyên, Ovid bị đày đến Tomis, trên Biển Đen, bởi sự can thiệp độc quyền của Hoàng đế Augustus, mà không có bất kỳ sự tham gia nào của Thượng viện hoặc bất kỳ thẩm phán La Mã nào. Sự kiện này đã định hình tất cả những bài thơ sau này của ông. Ovid viết rằng lý do khiến ông bị lưu đày là do carmen et error - "một bài thơ và một sai lầm", cho rằng tội ác của ông còn nặng hơn tội giết người, còn tai hại hơn cả thơ.
Cháu nội của Hoàng đế, Julia the Younger và Agrippa Postumus (người sau này được ông nhận nuôi), cũng bị trục xuất cùng thời gian. Chồng của Julia, Lucius Aemilius Paullus, đã bị xử tử vì một âm mưu chống lại Augustus, một âm mưu mà Ovid có thể biết rõ.
Luật hôn nhân của người Julian năm 18 trước Công nguyên, thúc đẩy hôn nhân một vợ một chồng để tăng tỷ lệ sinh của dân số, vẫn còn mới mẻ trong tâm trí người La Mã. Bài viết của Ovid trên Ars Amatoria liên quan đến tội ngoại tình nghiêm trọng. Anh ta có thể đã bị trục xuất vì những công việc này, có vẻ như là bất hợp pháp đối với đạo đức của hoàng đế. Tuy nhiên, xét về khoảng thời gian dài giữa việc xuất bản tác phẩm này (năm 1 trước Công nguyên) và cuộc lưu đày (năm 8 sau Công nguyên), một số tác giả cho rằng Augustus đã sử dụng bài thơ như một lời biện minh cho điều gì đó cá nhân hơn.

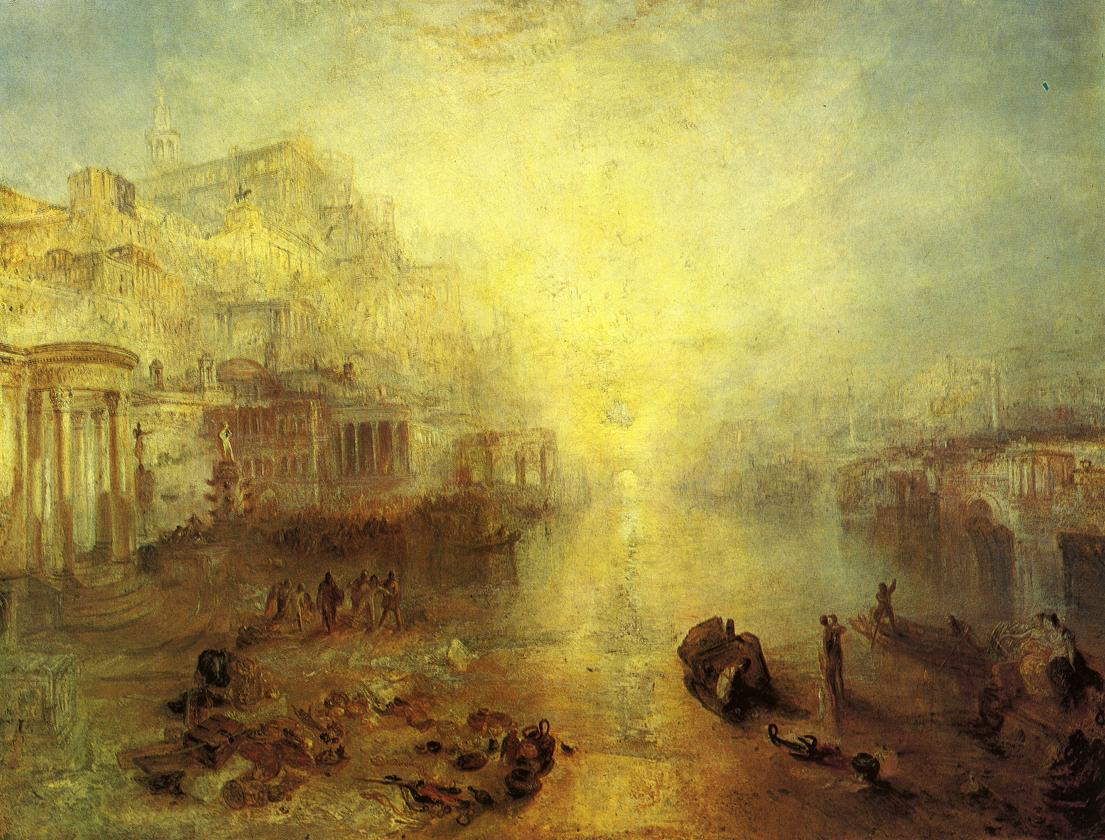
Ovid Banished from Rome (1838) bởi JMW Turner.

Khi sống lưu vong, Ovid đã viết hai tập thơ, Tristia và Epistulae ex Ponto, thể hiện nỗi buồn và sự hoang vắng của ông. Ở xa Rome, ông không có quyền truy cập vào các thư viện, và do đó có thể đã bị buộc phải từ bỏ Fasti của mình, một bài thơ về lịch La Mã, trong đó chỉ có sáu cuốn sách đầu tiên tồn tại - từ tháng Giêng đến tháng Sáu.
Năm cuốn sách Elegiac Tristia, một loạt các bài thơ thể hiện nỗi tuyệt vọng của nhà thơ khi sống lưu vong và ủng hộ việc trở về La Mã của ông, được viết vào khoảng 9–12 sau Công nguyên. Ibis, một bài thơ nguyền rủa Elegiac tấn công kẻ thù ở nhà, cũng có thể có từ thời kỳ này. Epistulae ex Ponto, một loạt các bức thư gửi cho những người bạn ở Rome yêu cầu họ thực hiện sự trở lại của ông, được cho là tác phẩm cuối cùng của ông, với ba cuốn sách đầu tiên được xuất bản vào năm 13 sau Công nguyên và cuốn thứ tư giữa năm 14 và 16 sau Công nguyên. Bài thơ tha hương đặc biệt giàu cảm xúc và cá tính. Trong Epistulae, ông tuyên bố tình bạn với những người bản xứ Tomis (ở Tristia, họ là những kẻ man rợ đáng sợ) và đã viết một bài thơ bằng ngôn ngữ của họ (Ex P. 4,13.19–20).
Tuy nhiên, ông vẫn mong cơ hội về lại Rome - và đối với người vợ thứ ba, gửi nhiều bài thơ cho cô. Một số bài cũng gửi cho Hoàng đế Augustus, nhưng những bài thơ khác là nói với chính mình, với bạn bè ở Rome, và đôi khi là chính những bài thơ, thể hiện sự cô đơn và hy vọng được gọi trở lại sau khi bị trục xuất hoặc lưu đày.
Những nguyên nhân mù mờ khiến Ovid bị lưu đày đã dẫn đến vô số lời giải thích từ các học giả. Các văn bản thời trung cổ đề cập đến cuộc lưu đày không đưa ra lời giải thích đáng tin cậy nào: những tuyên bố của họ dường như là những cách giải thích không chính xác được rút ra từ các tác phẩm của Ovid. Bản thân Ovid đã viết nhiều tài liệu tham khảo về hành vi phạm tội của mình, đưa ra những manh mối khó hiểu hoặc mâu thuẫn.
Vào năm 1923, học giả JJ Hartman đã đề xuất một giả thuyết ít được các học giả của nền văn minh Latinh ngày nay quan tâm: rằng Ovid không bao giờ bị lưu đày khỏi Rome và tất cả các tác phẩm lưu vong của ông là kết quả của trí tưởng tượng phong phú của ông. Lý thuyết này được ủng hộ và bác bỏ  trong những năm 1930, đặc biệt là của các tác giả Hà Lan.
Năm 1985, một bài báo nghiên cứu của Fitton Brown đã đưa ra những lập luận mới ủng hộ lý thuyết này. Bài báo được theo sau bởi một loạt ủng hộ và bác bỏ trong thời gian ngắn năm năm. Trong số những lý do được Brown đưa ra là: cuộc lưu đày của Ovid chỉ được nhắc đến trong tác phẩm của chính ông, ngoại trừ trong những đoạn "đáng ngờ" của Pliny the Elder  và Statius, mà không có tác giả nào khác cho đến phần thứ 4. thế kỷ; rằng tác giả của Những anh hùng đã có thể tách biệt cái "tôi" thơ của đời mình và đời thực; và thông tin về địa lý của Tomis đã được Virgil, Herodotus và chính Ovid biết trong Metamorphoses của mình. [d] 
Tuy nhiên, các học giả chính thống phản đối những giả thuyết này. Một trong những lập luận chính của các học giả này là Ovid sẽ không để bức Fasti của mình còn dang dở, chủ yếu là vì bài thơ này có nghĩa là sự hiến dâng mình của ông với tư cách là một nhà thơ tầm cỡ đế quốc.

### Qua đời
Ovid chết tại Tomis vào năm 17 hoặc 18 sau Công nguyên. Người ta cho rằng cuốn Fasti mà ông đã dành thời gian chỉnh sửa, đã được xuất bản sau như một di cảo sau khi ông chết.

## Tác phẩm

### Heroides("Nữ anh hùng")

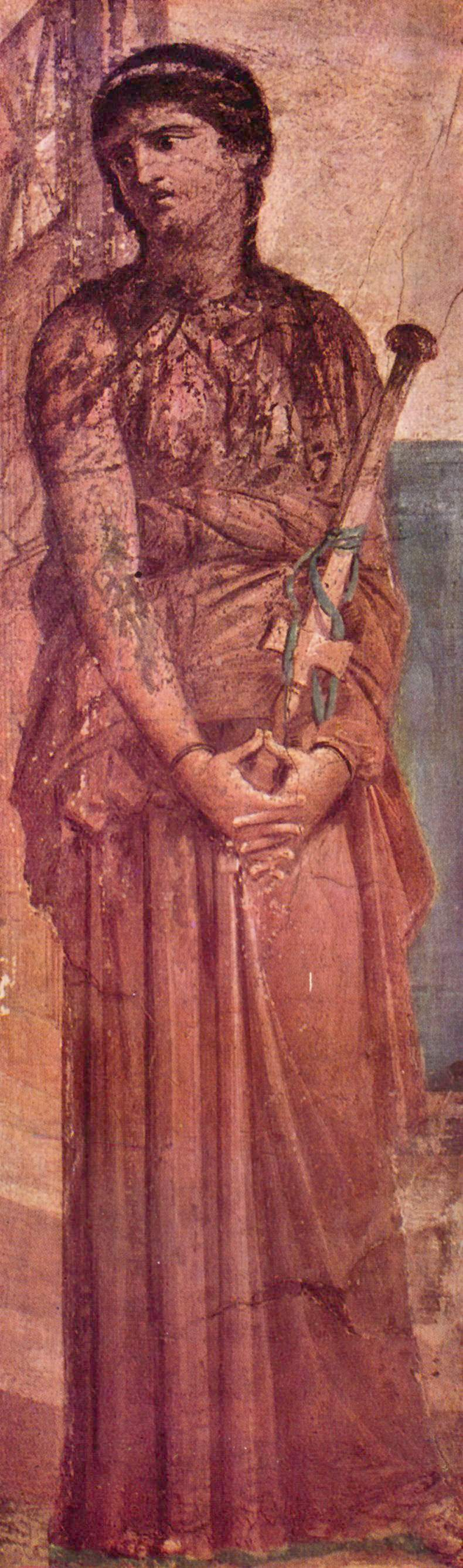
Medea trong một bức bích họa từ Herculaneum.

Heroides ("nữ anh hùng") hoặc Epistulae Heroidum là một tập hợp của hai mươi mốt bài thơ đối nhau với giọng thơ bi thương. Heroides dđược viết ưới dạng những bức thư do các nhân vật thần thoại nổi tiếng gửi cho đối tác của họ bày tỏ cảm xúc khi bị xa cách, cầu xin cho sự trở lại của họ và ám chỉ về những hành động trong tương lai của họ trong thần thoại của chính họ. Tính xác thực của bộ sưu tập, một phần hoặc toàn bộ, đã bị nghi ngờ, mặc dù hầu hết các học giả sẽ xem xét các bức thư được đề cập cụ thể trong mô tả của Ovid về công việc tại Am. 2.18.19–26 càng an toàn trước sự phản đối. Bộ sưu tập bao gồm một loại sáng tác chung mới không có trong các tác phẩm trước đó.
Mười bốn thư từ đầu tiên được cho là bao gồm bộ sưu tập thơ được xuất bản đầu tiên và được viết bởi các nữ anh hùng Penelope, Phyllis, Briseis, Phaedra, Oenone, Hypsipyle, Dido, Hermione, Deianeira, Ariadne, Canace, Medea, Laodamia và Hypermestra cho người đàn ông vắng mặt của họ những người yêu nhau. Bức thư 15, từ Sappho lịch sử gửi Phaon, có vẻ giả mạo (mặc dù được nhắc đến trong Am. 2,18) vì độ dài của nó, thiếu sự kết hợp trong chủ đề thần thoại và không có trong các bản viết tay thời Trung Cổ. Những bức thư cuối cùng (16–21) là những tác phẩm ghép bao gồm một bức thư gửi cho người yêu và một bức thư trả lời. Paris và Helen, Anh hùng và Leander, và Acontius và Cydippe là người nhận của các bức thư được ghép nối. Đây được coi là phần bổ sung sau này cho kho dữ liệu vì chúng không bao giờ được Ovid đề cập đến và có thể là giả mạo hoặc không.
Heroides rõ rệt cho thấy sự ảnh hưởng của lối khoa trương tu từ và có thể xuất phát từ lợi ích của Ovid trong tu suasoriae, bài phát biểu có sức thuyết phục, và ethopoeia, việc thực hành nói trong một nhân vật khác. Họ cũng chơi với các quy ước chung chung; hầu hết các bức thư dường như đề cập đến các tác phẩm mà những nhân vật này có ý nghĩa quan trọng, chẳng hạn như Aeneid trong trường hợp của Dido và Catullus 64 cho Ariadne, và chuyển các nhân vật từ thể loại sử thi và bi kịch sang thể loại Elegiac của Heroides. Các bức thư đã được ngưỡng mộ vì miêu tả tâm lý sâu sắc của các nhân vật thần thoại, khả năng hùng biện của họ và thái độ độc đáo của họ đối với truyền thống thần thoại cổ điển. 
Một trích dẫn phổ biến từ các Heroides giống với tư tưởng sau này của Machiavelli "mục tiêu biện minh cho phương tiện". Ovid đã viết "Exitus acta probat" - kết quả chứng minh cho phương tiện.

### Amores("Tình yêu")
Amores là một tuyển tập thơ gồm ba tập thơ tình yêu với màu sắc bi thương, sau khi công ước của thể loại bi thương phát triển bởi Tibullus và Propertius. Elegy bắt nguồn từ Righttius và Tibullus; tuy nhiên, Ovid là một người đổi mới trong thể loại này. Ovid thay đổi người đứng đầu các thanh lịch của mình từ nhà thơ, thành Amor (tình yêu). Sự chuyển đổi tập trung từ chiến thắng của nhà thơ sang chiến thắng của tình yêu đối với con người là điều đầu tiên của thể loại thơ này. Sự đổi mới này của Ovidian có thể được tóm tắt là việc sử dụng tình yêu như một phép ẩn dụ cho thơ ca. Những cuốn sách mô tả nhiều khía cạnh của tình yêu và tập trung vào mối quan hệ của nhà thơ với một tình nhân tên là Corinna. Trong các bài thơ khác nhau, một số mô tả các sự kiện trong mối quan hệ, do đó giới thiệu cho người đọc một số chi tiết và một câu chuyện trần thuật.
Quyển 1 gồm 15 bài thơ. Phần đầu tiên kể về ý định viết thơ sử thi của Ovid, bị cản trở khi thần Cupid đánh cắp bàn chân của anh ta, thay đổi công việc của anh ta thành tình yêu cao trào. Bài thơ 4 là giáo huấn và mô tả các nguyên tắc mà Ovid sẽ phát triển trong Ars Amatoria. Bài thơ thứ năm, mô tả một bữa ăn trưa, giới thiệu Corinna. Các bài thơ 8 và 9 đề cập đến việc Corinna bán tình yêu của mình để lấy quà tặng, trong khi bài 11 và 12 mô tả nỗ lực sắp xếp một cuộc gặp không thành công của nhà thơ. Bài thơ 14 thảo luận về thí nghiệm thảm khốc của Corinna trong việc nhuộm tóc và bài 15 nhấn mạnh sự bất tử của Ovid và các nhà thơ tình yêu.
Quyển thứ hai có 19 bài; bài thơ mở đầu kể về việc Ovid từ bỏ một Gigant Gasty để ủng hộ elegy. Khổ thơ 2 và 3 là lời cầu xin người giám hộ để nhà thơ được gặp Corinna, khổ thơ 6 là lời than thở cho con vẹt đã chết của Corinna; các bài thơ 7 và 8 đề cập đến mối quan hệ của Ovid với người hầu của Corinna và việc cô ấy phát hiện ra nó, còn bài 11 và 12 cố gắng ngăn cản Corinna đi nghỉ. Bài thơ 13 là lời cầu nguyện cho Isis về căn bệnh của Corinna, 14 là bài thơ chống phá thai và 19 là lời cảnh báo cho những người chồng không cẩn thận.
Quyển 3 có 15 bài thơ. Đoạn mở đầu mô tả Bi kịch được nhân cách hóa và Elegy chiến đấu chống lại Ovid. Bài thơ 2 mô tả chuyến viếng thăm các chủng tộc, 3 và 8 tập trung vào sự quan tâm của Corinna đối với những người đàn ông khác, 10 là lời phàn nàn với Ceres vì lễ hội của cô ấy đòi hỏi phải kiêng cữ, 13 là bài thơ về lễ hội Juno, và 9 là lời than thở cho Tibullus. Trong bài thơ 11, Ovid quyết định không yêu Corinna nữa và lấy làm tiếc về những bài thơ anh đã viết về cô. Bài thơ cuối cùng là lời từ biệt của Ovid với nàng thơ gợi tình. Các nhà phê bình đã coi các bài thơ là những mẫu vật mang tính tự giác cao và cực kỳ vui tươi của thể loại Elegiac.

### Medicamina Faciei Femineae("Mỹ phẩm dành cho da mặt của phụ nữ")
Khoảng một trăm dòng thơ elegiac tồn tại từ bài thơ này về các phương pháp chăm sóc sắc đẹp cho khuôn mặt của phụ nữ, dường như bắt chước bài thơ giáo huấn nghiêm túc. Bài thơ nói rằng phụ nữ nên quan tâm đến bản thân trước tiên về cách cư xử và sau đó kê đơn một số hợp chất để chăm sóc da mặt trước khi bắt đầu. Phong cách không khác những tác phẩm giáo huấn Hy Lạp cổ đại ngắn hơn của Nicander và Aratus.

### Ars Amatoria("Nghệ thuật của tình yêu")
Ars Amatoria là một Lehrgedicht, một bài thơ cao cấp giáo huấn trong ba cuốn sách nhằm dạy nghệ thuật quyến rũ và tình yêu. Cuốn thứ nhất đề cập đến đàn ông và dạy họ cách quyến rũ phụ nữ, cuốn thứ hai, cũng dành cho đàn ông, dạy cách giữ người yêu. Người thứ ba đề cập đến phụ nữ và dạy các kỹ thuật quyến rũ. Cuốn sách đầu tiên mở đầu với một lời mời gọi đến sao Kim, trong đó Ovid tự cho mình là một amoris thụ thể (1,17) - một người thầy của tình yêu. Ovid mô tả những nơi người ta có thể đến để tìm người yêu, như nhà hát, một chiến thắng, mà ông mô tả kỹ lưỡng, hoặc đấu trường - và các cách để khiến cô gái chú ý, bao gồm cả việc quyến rũ cô ấy một cách bí mật tại một bữa tiệc. Việc chọn đúng thời điểm là rất quan trọng, cũng như tạo được sự tin cậy đối với các người thân của cô ấy.
Ovid đề cao việc chăm sóc cơ thể cho người yêu. Thần thoại lạc đề bao gồm một đoạn về Hiếp dâm phụ nữ Sabine, Pasiphaë và Ariadne. Quyển 2 gọi Apollo và bắt đầu bằng câu chuyện của Icarus. Ovid khuyên đàn ông nên tránh tặng quá nhiều quà, giữ gìn vẻ bề ngoài, giấu giếm chuyện tình cảm, khen người yêu của mình và bênh vực các nô lệ để luôn hướng thiện cho người yêu. Sự chăm sóc của Venus để sinh sản được mô tả là sự trợ giúp của Apollo trong việc giữ một người tình; Ovid sau đó lạc đề về câu chuyện về cái bẫy của Vulcan đối với Sao Kim và Sao Hỏa. Cuốn sách kết thúc với việc Ovid yêu cầu các "học trò" của mình truyền bá danh tiếng của mình. Quyển 3 mở đầu với sự minh oan về khả năng của phụ nữ và quyết tâm của Ovid để chống lại sự dạy dỗ của phụ nữ trong hai cuốn đầu tiên. Ovid cung cấp cho phụ nữ hướng dẫn chi tiết về ngoại hình để họ tránh trang điểm quá nhiều. Anh ta khuyên phụ nữ nên đọc thơ elegiac, học chơi điện tử, ngủ với những người ở độ tuổi khác nhau, tán tỉnh và tán tỉnh. Trong suốt cuốn sách, Ovid xen vào một cách tinh nghịch, chỉ trích bản thân vì đã hoàn tác tất cả công việc giảng dạy của mình cho đàn ông và lạc đề về mặt thần thoại đối với câu chuyện của Procris và Cephalus. Cuốn sách kết thúc với mong muốn của ông rằng phụ nữ sẽ làm theo lời khuyên của ông và truyền bá danh tiếng của ông với câu nói của Naso magister erat, "Ovid là giáo viên của chúng tôi". (Ovid được những người cùng thời gọi là "Naso".)

### Remedia Amoris("Chữa bệnh cho tình yêu")
Bài thơ elegiac này đề xuất một cách chữa trị cho tình yêu mà Ovid dạy ở Ars Amatoria, và chủ yếu dành cho nam giới. Bài thơ chỉ trích việc tự tử như một phương tiện để trốn tránh tình yêu và, cầu khẩn Apollo, tiếp tục nói với những người yêu nhau đừng trì hoãn và lười biếng trong việc giải quyết tình yêu. Những người yêu nhau được dạy để tránh bạn đời của mình, không biểu diễn phép thuật, nhìn thấy người yêu của họ không chuẩn bị, lấy những người yêu khác và không bao giờ ghen tuông. Thư cũ nên đốt và gia đình người yêu tránh. Trong suốt bài thơ trình bày Ovid là một bác sĩ và sử dụng hình ảnh y tế. Một số người đã giải thích bài thơ này là sự kết thúc chu kỳ thơ tình của Ovid và kết thúc dự án gợi tình của ông.

### Metamorphoses("Biến đổi")

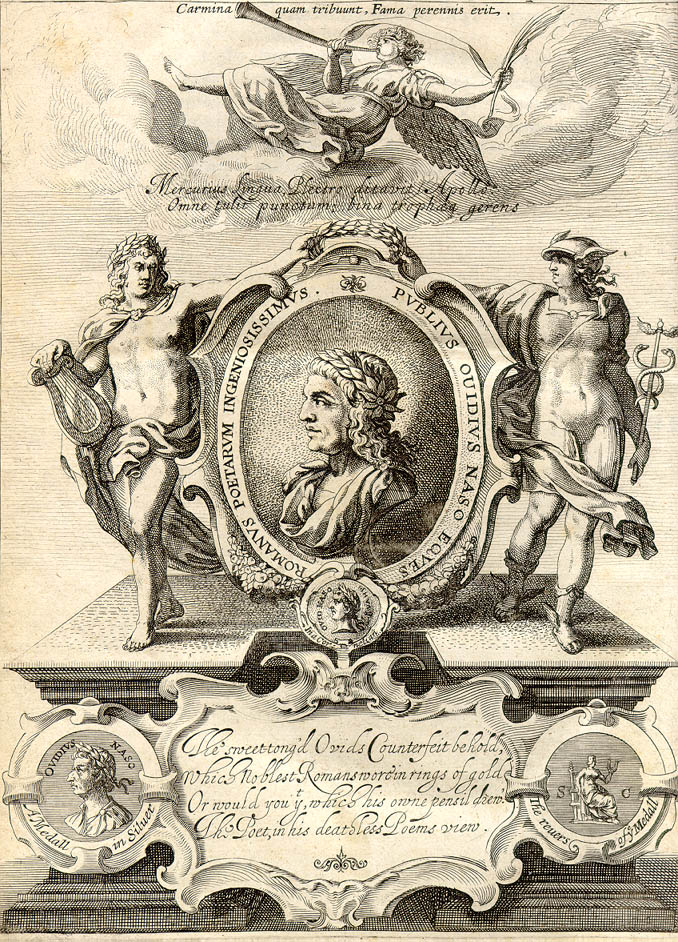
Khắc trang đầu của George Sandys 's 1632 phiên bản Luân Đôn của Ovid's Metamorphoses được xuất bản.

Metamorphoses, tác phẩm nổi tiếng và đầy tham vọng nhất của Ovid, bao gồm một danh mục 15 cuốn sách được viết bằng dactylic hexameter về các phép biến hình trong thần thoại Hy Lạp và La Mã đặt trong một khuôn khổ lịch sử thần thoại lỏng lẻo. Từ "metamorphoses" có nguồn gốc từ tiếng Hy Lạp và có nghĩa là "sự biến đổi". Một cách thích hợp, các nhân vật trong tác phẩm này trải qua nhiều sự biến đổi khác nhau. Trong phạm vi gần 12.000 câu thơ, gần 250 huyền thoại khác nhau được đề cập. Mỗi câu chuyện thần thoại được đặt ở ngoài trời, nơi người phàm thường dễ bị tác động từ bên ngoài. Bài thơ đứng trong truyền thống của thần thoại và aetiological catalô thơ như Danh mục phụ nữ của Hesiod, Aetia của Callimachus ', Heteroeumena Nicander và Metamorphoses của Parthenius
Cuốn sách đầu tiên mô tả sự hình thành thế giới, thời đại của con người, trận lụt, câu chuyện Daphne bị Apollo và Io cưỡng hiếp bởi Sao Mộc. Cuốn thứ hai mở đầu bằng Phaethon và tiếp tục mô tả tình yêu của Jupiter với Callisto và Europa. Cuốn thứ ba tập trung vào thần thoại Thebes với những câu chuyện về Cadmus, Actaeon và Pentheus. Cuốn thứ tư tập trung vào ba cặp tình nhân: Pyramus và Thisbe, Salmacis và Hermaphroditus, và Perseus và Andromeda. Cuốn thứ năm tập trung vào bài hát của Muses, trong đó mô tả vụ cưỡng hiếp của Proserpina. Quyển thứ sáu là tập hợp những câu chuyện về sự ganh đua giữa thần thánh và người phàm, bắt đầu với Arachne và kết thúc với Philomela. Cuốn thứ bảy tập trung vào Medea, cũng như Cephalus và Procris. Quyển thứ tám tập trung vào chuyến bay của Daedalus, cuộc săn lợn rừng ở Calydonian, và sự đối lập giữa Baucis ngoan đạo và Philemon và Erysichthon độc ác. Cuốn sách thứ chín tập trung vào Heracles và Byblis loạn luân. Cuốn thứ mười tập trung vào những câu chuyện về tình yêu cam chịu, chẳng hạn như Orpheus, người hát về Hyacinthus, cũng như Pygmalion, Myrrha và Adonis. Cuốn sách thứ mười một so sánh cuộc hôn nhân của Peleus và Thetis với tình yêu của Ceyx và Alcyone. Cuốn sách thứ mười hai chuyển từ thần thoại sang lịch sử mô tả chiến tích của Achilles, trận chiến của nhân mã và Iphigeneia. Cuốn sách thứ mười ba thảo luận về cuộc tranh giành cánh tay của Achilles, và Polyphemus. Chuyến đi thứ mười bốn đến Ý, mô tả cuộc hành trình của Aeneas, Pomona và Vertumnus, và Romulus. Cuốn sách cuối cùng mở đầu bằng một bài giảng triết học của Pythagoras và sự phong thần của Caesar. Phần cuối của bài thơ ca ngợi Augustus và bày tỏ niềm tin của Ovid rằng bài thơ của ông đã giúp ông bất tử.
Khi phân tích Metamorphoses, các học giả đã tập trung vào cách tổ chức của Ovid đối với khối tư liệu khổng lồ của ông. Cách mà các câu chuyện được liên kết theo địa lý, chủ đề hoặc sự tương phản tạo ra những hiệu ứng thú vị và liên tục buộc người đọc phải đánh giá các mối liên hệ. Ovid cũng thay đổi giọng điệu và chất liệu của mình từ các thể loại văn học khác nhau; GB Conte đã gọi bài thơ là "một dạng phòng trưng bày các thể loại văn học khác nhau."  Với tinh thần này, Ovid tham gia sáng tạo với những người đi trước của mình, ám chỉ đến toàn bộ phổ thơ cổ điển. Việc Ovid sử dụng sử thi Alexandria hay còn gọi là câu đối Elegiac, cho thấy sự kết hợp giữa phong cách khiêu dâm và tâm lý với các hình thức sử thi truyền thống.
Một khái niệm được rút ra từ Metamorphoses là ý tưởng về lời nói dối trắng trợn hoặc gian lận ngoan đạo: "pia mendacia fraude".

### Fasti("Lễ hội")
Sáu cuốn sách trong elegiacs còn sót lại sau bài thơ đầy tham vọng thứ hai này mà Ovid đã viết khi ông bị lưu đày. Sáu cuốn sách bao gồm học kỳ đầu tiên của năm, với mỗi cuốn dành riêng cho một tháng khác nhau của lịch La Mã (tháng Giêng đến tháng Sáu). Dự án dường như chưa từng có trong văn học La Mã. Có vẻ như Ovid đã lên kế hoạch trang trải cả năm, nhưng không thể hoàn thành vì phải sống lưu vong, mặc dù anh ấy đã sửa lại các phần của công việc ở Tomis, và anh ấy tuyên bố tại Trist. 2.549–52 rằng công việc của ông bị gián đoạn sau sáu cuốn sách. Giống như Metamorphoses, Fasti là một bài thơ dài và được mô phỏng bằng thơ ca bệnh của các nhà văn như Callimachus và gần đây hơn, là đúng đắn và cuốn sách thứ tư của ông. Bài thơ đi qua lịch La Mã, giải thích nguồn gốc và phong tục của các lễ hội quan trọng của La Mã, lạc đề về những câu chuyện thần thoại, và đưa ra thông tin thiên văn và nông nghiệp phù hợp với mùa. Bài thơ ban đầu có lẽ dành tặng cho Augustus, nhưng có lẽ cái chết của vị hoàng đế đã thúc đẩy Ovid thay đổi việc cống hiến để tôn vinh Germanicus. Ovid sử dụng điều tra trực tiếp của các vị thần và nghiên cứu học thuật để nói chuyện về lịch và thường xuyên tự gọi mình là một vates, một linh mục. Anh ấy dường như cũng nhấn mạnh đến những truyền thống bình dân, thanh nhã của các lễ hội, thấm nhuần vào bài thơ một hương vị bình dân, dễ nghe, mà một số người đã giải thích là lật đổ luật đạo đức của người Augustan. Trong khi bài thơ này luôn là vô giá đối với sinh viên tôn giáo và văn hóa La Mã vì sự phong phú của tài liệu cổ mà nó lưu giữ, gần đây nó đã được coi là một trong những tác phẩm văn học hay nhất của Ovid và là một đóng góp độc đáo cho thơ ca Elegiac La Mã.

### Ibis("Ibis")
Ibis là một bài thơ Elegiac dài 644 dòng, trong đó Ovid sử dụng một loạt các câu chuyện thần thoại chói lọi để nguyền rủa và tấn công kẻ thù đang hãm hại anh ta khi sống lưu vong. Ở phần đầu của bài thơ, Ovid tuyên bố rằng thơ của anh ấy cho đến thời điểm đó là vô hại, nhưng bây giờ anh ấy sẽ sử dụng khả năng của mình để làm tổn thương kẻ thù của mình. Anh ta coi Ibis của Callimachus là nguồn cảm hứng của mình và kêu gọi tất cả các vị thần để lời nguyền của anh ta có hiệu lực. Ovid sử dụng ví dụ thần thoại để lên án kẻ thù của mình ở thế giới bên kia, trích dẫn những thần đồng xấu xa đã tham dự sự ra đời của anh ta, và sau đó trong 300 dòng tiếp theo ước rằng những hành hạ của các nhân vật thần thoại sẽ giáng xuống kẻ thù của anh ta. Bài thơ kết thúc bằng một lời cầu nguyện rằng các vị thần sẽ làm cho lời nguyền của anh ta có hiệu lực.

### Tristia("Nỗi buồn")
Tristia bao gồm năm tập thơ Elegiac do Ovid sáng tác khi sống lưu vong ở Tomis.
Quyển 1 gồm 11 bài thơ; phần đầu tiên là một địa chỉ của Ovid cho cuốn sách của mình về cách nó sẽ hoạt động khi nó đến Rome. Bài thơ 3 mô tả đêm cuối cùng của anh ta ở Rome, bài thơ 2 và 10 cuộc hành trình của Ovid đến Tomis, 8 về sự phản bội của một người bạn, và 5 và 6 về lòng trung thành của bạn bè và vợ anh. Trong bài thơ cuối cùng, Ovid xin lỗi về chất lượng và giọng điệu của cuốn sách của mình, một tình cảm đã vang vọng xuyên suốt tập thơ.
Quyển 2 bao gồm một bài thơ dài, trong đó Ovid bảo vệ bản thân và thơ của mình, sử dụng tiền lệ để biện minh cho việc làm của mình và cầu xin hoàng đế tha thứ.
Quyển 3 trong 14 bài thơ tập trung vào cuộc sống của Ovid ở Tomis. Bài thơ mở đầu mô tả việc ông đến Rome để tìm các tác phẩm của Ovid bị cấm. Các bài thơ 10, 12 và 13 tập trung vào các mùa ở Tomis, 9 về nguồn gốc của nơi này, và 2, 3 và 11 về cảm xúc đau khổ và khao khát được về nhà của anh ấy. Bài thơ cuối cùng một lần nữa là một lời xin lỗi cho công việc của mình.
Cuốn thứ tư có mười bài thơ chủ yếu gửi cho bạn bè. Bài thơ 1 thể hiện niềm yêu thích thơ và niềm an ủi mà nó mang lại; trong khi 2 mô tả chiến thắng của Tiberius. Bài thơ 3–5 dành cho bạn bè, 7 bài yêu cầu thư từ và 10 bài tự truyện.
Cuốn sách cuối cùng của Tristia với 14 bài thơ tập trung vào vợ và bạn bè của ông. Các bài thơ 4, 5, 11 và 14 dành cho vợ, 2 và 3 là lời cầu nguyện cho Augustus và Bacchus, 4 và 6 là cho bạn bè, 8 cho kẻ thù. Bài thơ 13 xin đáp từ, còn bài 1 và bài 12 là lời xin lỗi độc giả về chất lượng thơ.

### Epistulae ex Ponto("Những bức thư từ Biển Đen")
Epistulae ex Ponto là một bộ sưu tập trong bốn cuốn sách về thơ từ thời lưu đày. Mỗi Epistulae được gửi đến một người bạn khác nhau và tập trung tuyệt vọng hơn Tristia vào việc đảm bảo thu hồi của anh ta khỏi cuộc sống lưu vong. Các bài thơ chủ yếu đề cập đến các yêu cầu bạn bè thay mặt ông nói chuyện với các thành viên trong gia đình hoàng gia, các cuộc thảo luận về việc viết lách với bạn bè và mô tả cuộc sống lưu vong. Cuốn sách đầu tiên có mười phần, trong đó Ovid mô tả tình trạng sức khỏe của mình (10), hy vọng, ký ức và khao khát thành Rome (3, 6, 8), và nhu cầu của anh ta khi sống lưu vong (3). Quyển 2 chứa đựng những yêu cầu đầy ẩn ý tới Germanicus (1 và 5) và những người bạn khác để nói chuyện thay mặt anh ta tại Rome trong khi anh ta mô tả sự tuyệt vọng và cuộc sống lưu vong của mình. Quyển 3 có chín bài thơ trong đó Ovid nói với vợ (1) và những người bạn khác nhau. Nó bao gồm kể về câu chuyện của Iphigenia ở Tauris (2), một bài thơ chống lại những lời chỉ trích (9), và giấc mơ của thần Cupid (3). Quyển 4, tác phẩm cuối cùng của Ovid, gồm 16 bài thơ nói chuyện với bạn bè và mô tả cuộc sống của ông như một cuộc lưu đày xa hơn. Bài thơ 10 và 13 miêu tả Mùa đông và Mùa xuân ở Tomis, bài thơ 14 là lời khen ngợi nửa vời dành cho Tomis, bài thơ 7 miêu tả địa lý và khí hậu của nó, và bài 4 và 9 là lời chúc mừng bạn bè đã chấp nhận và yêu cầu giúp đỡ. Bài thơ 12 được gửi đến một Tuticanus, người có tên, Ovid phàn nàn, không vừa với mét. Bài thơ cuối cùng gửi đến một kẻ thù mà Ovid cầu xin để anh ta yên. Câu đối elegiac cuối cùng được dịch: "Niềm vui khi đâm thép của bạn vào xác chết của tôi ở đâu? / Không còn nơi nào để tôi có thể xử lý các vết thương mới. " 

## Hình ảnh

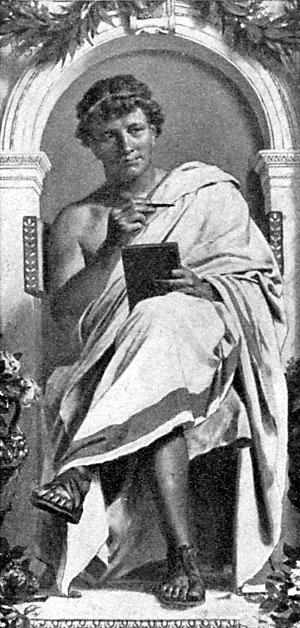
Ovid của Anton von Werner.
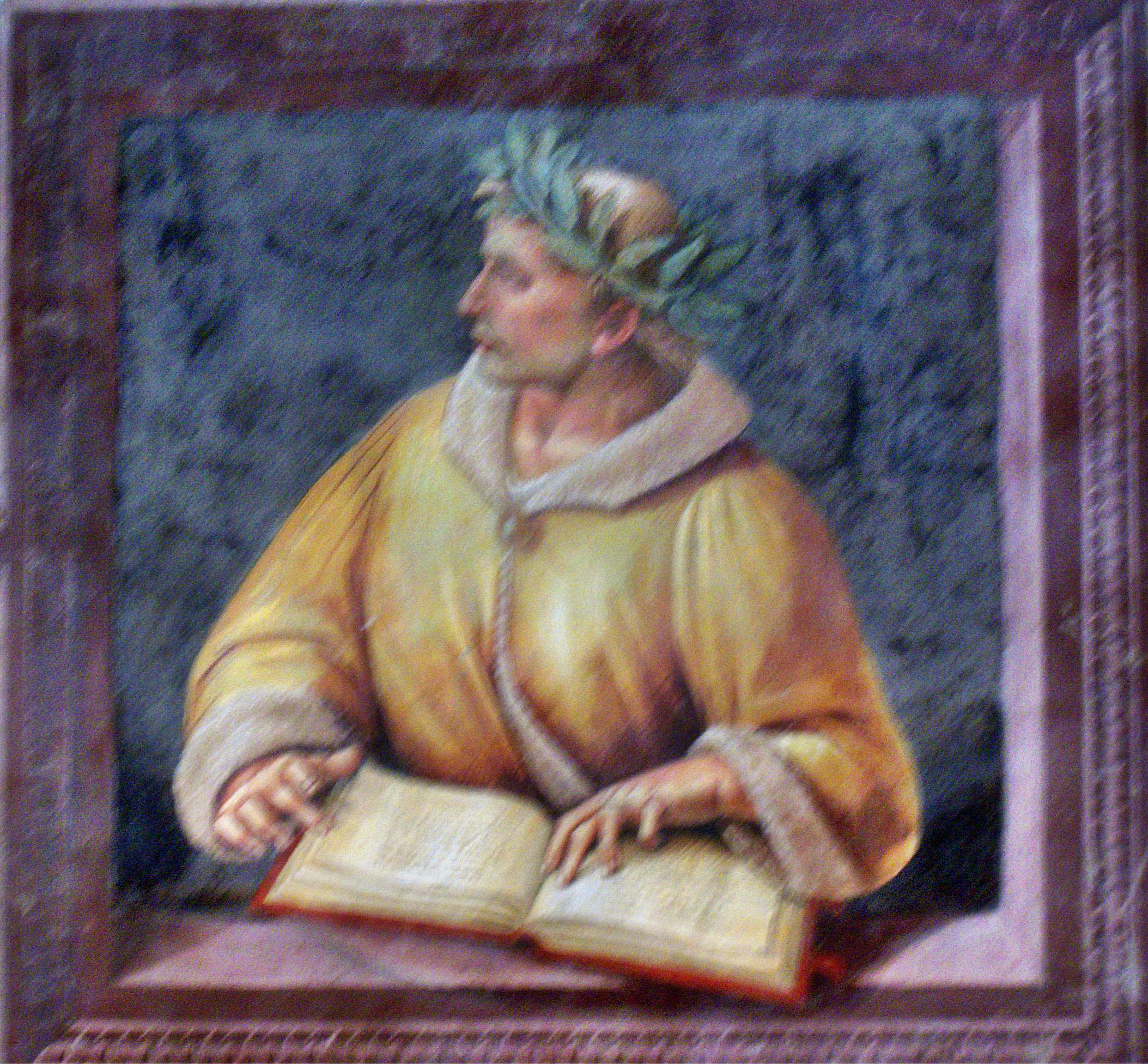
Ovid của Luca Signorelli.
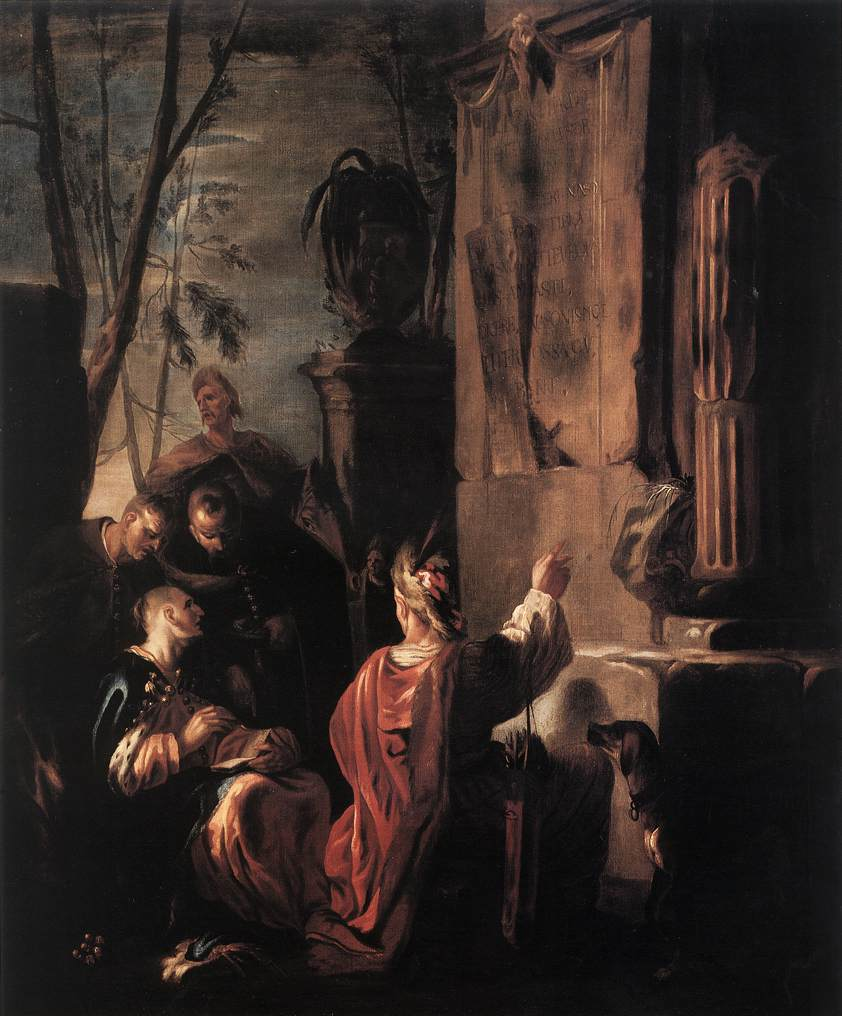
Scythians at the Tomb of Ovid (khoảng 1640), của Johann Heinrich Schönfeld.

## Đọc thêm

Metamorphoses, 1643